# Angerona selectaria
Angerona selectaria är en fjärilsart som beskrevs av Hans Rebel 1914. Angerona selectaria ingår i släktet Angerona och familjen mätare. Inga underarter finns listade i Catalogue of Life.